# 638년

## 연호
- 당(唐) 정관(貞觀) 12년
- 신라(新羅) 인평(仁平) 5년

## 기년
- 당(唐) 태종(太宗) 12년
- 신라(新羅) 선덕여왕(善德女王) 7년
- 고구려(高句麗) 영류왕(榮留王) 21년
- 백제(百濟) 무왕(武王) 39년

## 사건
- 2월 - 이슬람 제국의 칼리프 우마르가 동로마 제국의 예루살렘을 점령하다.

## 사망
- 10월 12일 - 70대 로마 교황 교황 호노리오 1세